# Yugus kirchneri
Yugus kirchneri is een steenvlieg uit de familie Perlodidae. De wetenschappelijke naam van de soort is voor het eerst geldig gepubliceerd in 2001 door Nelson.